# Asticta grisea
Asticta grisea là một loài bướm đêm trong họ Erebidae.